# REPLAY & DESTROY
《REPLAY & DESTROY》是日本LISMO Channel于2011年製作配信的手機劇，共4集，每集5分鐘。之後于2015年由MBS重新製作成日劇，在MBS、TBS播出，共8集，每集24分鐘。

## 手機劇

### 概要
讲述住在同一所公寓的三個男人：梦想成为日本第一电影导演的自由职业者横山要、医科大学研究生真野真广、快递职员新田广重和他們身边发生的故事。
剧中体现了半径五米哲学，也就是不管走到哪里，周围五米半径以内一定有熟悉的事情和交谈过的人。

### 演員
- 横山要（29歲） - 山田孝之：在录像出租店工作，立志成为导演的自由职业者。
- 真野真广（25歲） - 林遣都：药学科研究生，偏差值70的優等生。
- 新田广重（27歲） - 阿部進之介（日语：阿部進之介）：在快递公司工作，背筋力达到280公斤的怪力男。
- 葛西露西（17歲） - 小林涼子：高三女生，混血兒。
- 石原専務（62歲） - 大和田伸也（特別出演）：空手道八段，剛剛退休的前上班族。
- 富田正行（42歲） - 吹越滿：教齡20年，露西的班主任老師。

### 製作
- 導演·編劇·剪輯：飯冢健（日语：飯塚健）
- 撮影：相馬大輔
- 美術：相馬直樹
- 照明：佐藤浩太
- 録音：田中博信
- 音樂：海田庄吾
- 主題歌: Base Ball Bear《ヒカリナ》
- 服裝：横田勝広
- 制作担当：篠宮隆浩
- 企劃·制作：ROBOT COMMUNICATIONS
- 著作：REPLAY&DESTROY Project 2011

## 電視劇

### 概要
改编自2011年的同名手机剧。手机版广受欢迎，因此推出日剧版。山田孝之非常喜欢他所飾演的横山要这个人物，日剧化也是由他提议的。

### 演員
- 横山要（29歲） - 山田孝之：在录像出租店工作，立志成为导演的自由职业者。
- 真野真广（25歲） - 林遣都：药学科研究生，偏差值72的優等生。
- 新田广重（27歲） - 阿部進之介（日语：阿部進之介）：在快递公司工作，背筋力达到280公斤的怪力男。
- 葛西露西（17歲） - 小林涼子：高三女生，混血兒。
- 安部寿（29歲） - 中村倫也： 横山的青梅竹馬，区政府公務員。
- 佐野結 - 萩原农：葛西的同学
- 愛川奏  - 伊藤沙莉：葛西的同学
- 岸彩花 - 北山诗织：葛西的同学
- 附近的有名人（稀有）

滑川 - 余贵美子：神秘的女占卜师
秋尾秋好 - 菅原大吉：中华料理店“再见”的店主
宫田 - 我修院达也
風間岳 - 井戶田潤（SPEEDWAGON）
蒲生京子 - 佐藤仁美
久保力 - 角田晃广（東京03）
儿玉 - ANI（Scha Dara Parr）
畑中 - 鸟肌实
Mr. Rhythmic·五十岚 - 神谷浩史（聲演）
Miss. Melody三枝 - 水树奈奈（聲演）
- GUEST

尾崎警官 - 吉澤悠（第1、8集）
富田正行 - 吹越满（第1、3、8集）
石原専務 - 大和田伸也（第1集）
湯島圭 - 増田朋弥（第2、8集）
澤木真希 - 石橋桂（第3、6、8集）
中島葉月 - 井上和香（第4、6、8集）
竹中重則 - 手塚通（第4、6、8集）
竹中純 - 中川大志（第4、8集）
音楽节目主持人 - 諏訪太朗（第4、6集）
宇野英子 - 中別府葵（第5、8集）
麻生律子 - 篠原友惠（第5集）
片山史香 - 笛木優子（第5-7集）
史香的女儿 - 福田美姫（第5-6集）
丸崎道夫 - 山中崇（第6話）
丸崎杏奈 - 内田愛（第6話）
車里的女性 - 井端珠里（第7集）
大增剛 - 森下能幸（第8集）
面试官 - 岛田久作（第8集）

### 製作
- 企画：飯冢健（日语：飯塚健）+山田孝之
- 導演·編劇：飯冢健
- 導演助理：松下洋平
- 撮影：相馬大輔
- 照明：佐藤浩太
- 録音：平井秀知
- 美術：吉田敬
- 音樂：海田庄吾
- 剪輯:木村悦子(第1.2.6.8集)、瀧田隆一(第3.4集)、川村紫織(第5.7集)
- 著作：R&D運命共同体2015（松竹、Sony Music Entertainment、MBS、SOP、ダブ）[2]

### 主題歌
- 亚细亚功夫世代《Planet of the Apes》

## 外部連結
- 官方网站 電視劇版官網